# ヌーリー病院

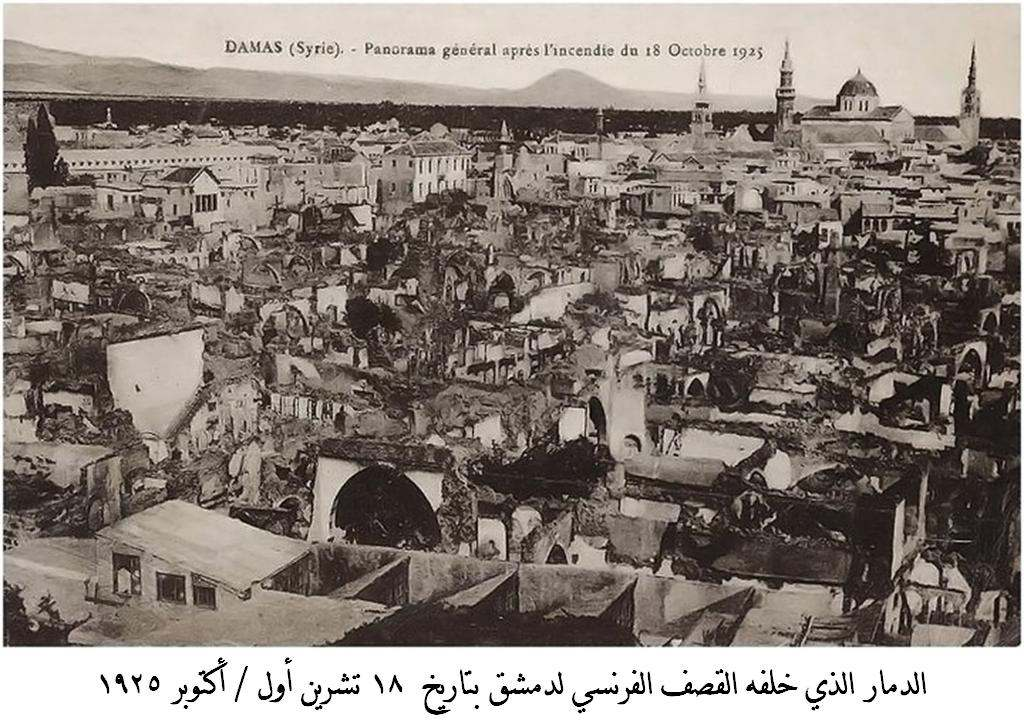
1925年のヌーリー病院(右上)

ヌーリー病院(アラビア語:البيمارستان النوري）は、シリアのダマスカスにあった病院(ビマリスタン)である。地震で複数倒壊しては再建され、現在はアラブ科学・医学博物館となっている。ヌーリ病院、マーリースターンなど複数の表記ゆれが存在する。

## 概要

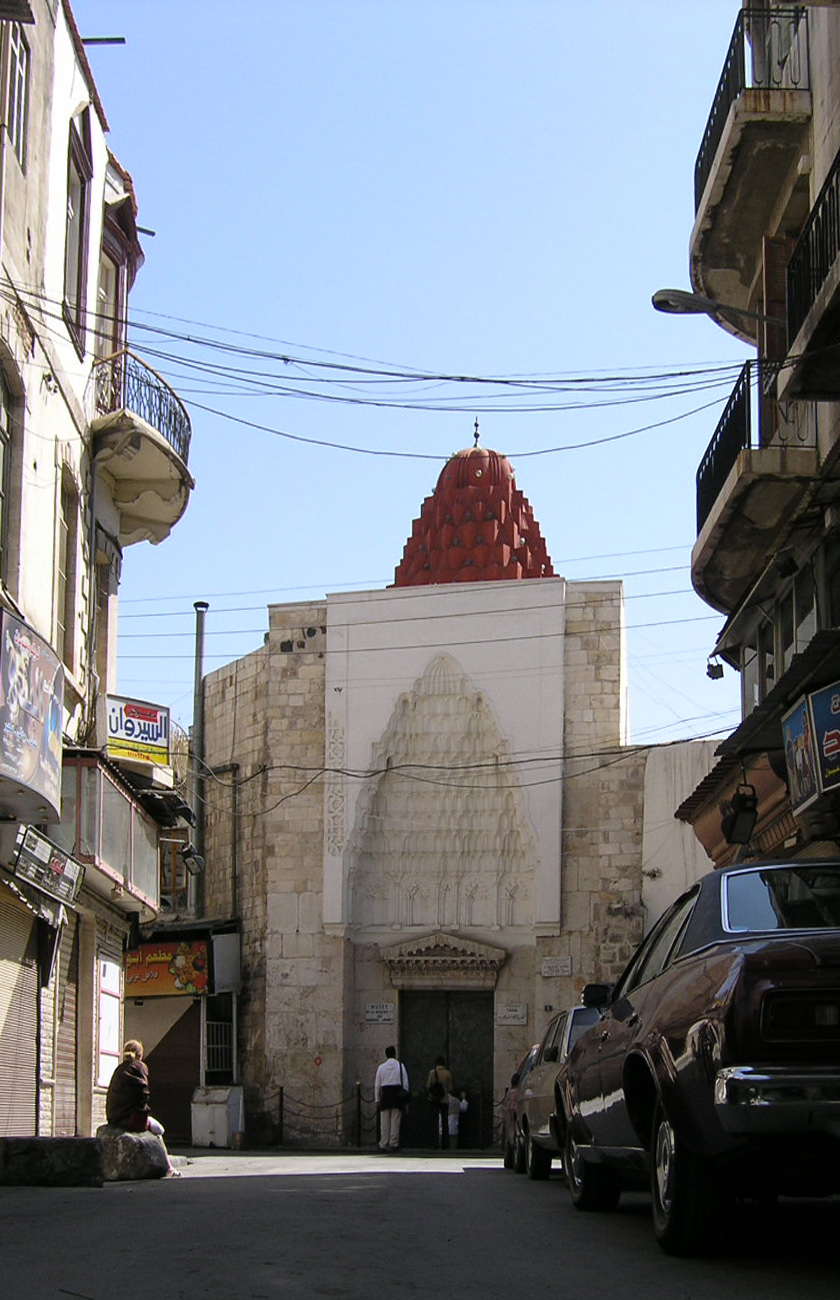
現代のヌーリー病院(現アラブ科学・医学博物館)2004年撮影

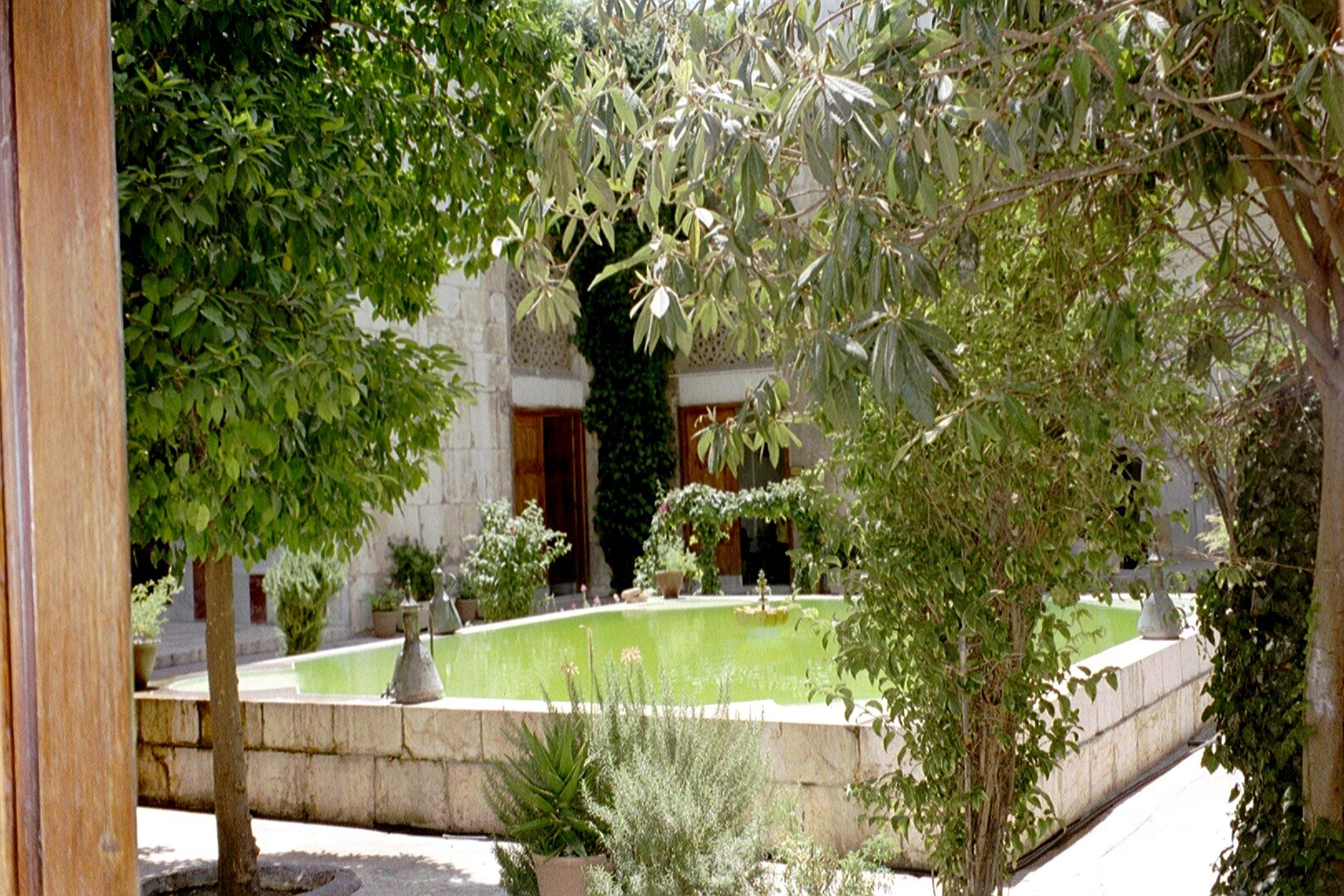
中庭の様子(2001年撮影)

ヌーリー病院はセルジューク帝国アレッポ太守でトルコ系王族でもあったヌール・アル・ディンが帝国領ダマスカスに勝利し入城して占領した後の1154年に自らの名前を取って設立した病院である。
ヌーリー病院において、貧しい人々は無償で治療を送り、王宮を模した病室はおおよそ300人が収容可能で、十分な休息が取れ、食事も王宮で供されるものかと思われる程のものだったという。さらには退院時にはお金と衣服の支給さえあったという。
ヌールの父イマド・アルディン・ゼンギは、セルジューク帝国に形式従属した半独立の事実上の小国王もしくは首長であったため、その子ヌールも王族と記述される例もみられるが、父イマドは正式にスルターン(大王もしくは皇帝)もしくはマリク(王)に就任した訳ではない。ヌール・アル・ディンは、父の死後兄弟で遺領を分割統治し、後にザンギー朝2代目君主ヌールッディーンとして即位しため、後に正式に王位(マリク)となった。そのため、当病院は、別名で「ヌールッディーンのビマリスタン」とも通称される。ただし、正式に王位を称するのはセルジューク帝国が崩壊した後であるため正式名はヌーリー病院である。ヌールは光を、ヌールッディーンは、信仰の光を意味する言葉である。なお、このヌーリー病院の建設開始したのは1048年、ヌーリーの父が死んだ翌年、独立に向けた狭間である。
これに先立ち西暦9世紀以降に設立していたペルシア帝首都バグダットにあった世界最古の総合病院(ビマリスタン(en:Bimaristanの項目参照)元に作られた。設立に際して、バグダードの重要病院アドゥド病院(設立西暦981年)から著名な医師や学生を引き抜いたため、医学研究の中心がこの地に移ったという逸話も残っている。病院のみならず、実質的な医科大学に近い機能を持っていたと推察される。
多くのビマリスタン型病院が消失した中、貴重な歴史的資料となっている。なお、ダマスカズのみならずアレッポもしくは各地にも同名のヌーリー病院を複数設立していた可能性があるがはっきりしていない。
外科・内科・産科・精神科および長期入院施設を持っていた。メスのような道具に、シケの果汁を使った簡易的な麻酔なども使われていたようである。当時の西洋および東洋と比較して医学技術として傑出していたものと思われる。これらの医術はペルシャのイブン・スィーナー(980年 - 1037年)が古代ギリシアのアリストテレスを師に仰ぎ、古代ローマのガレノスを師匠と考えて、古代ローマと古代ギリシアの思想を元に、発展させ研究させた医学と哲学を元に作られたと推察されている。東西文明の融合思索は、アラビア医学の体系化とイスラム哲学の体系化をもたらし、『医学典範』を表し、また、宰相に任じられながらも昼間は政務、夜は研究を続けてた。解剖を行い脳腫瘍と胃潰瘍を発見し、医学書にまとめた。第二のアリストテレスと呼ばれた。これらの哲学と医術はビマリスタン(病院）として実現化し、その数少ない遺構がこのヌーリー病院である。なお、余談ながらこのイブン・スィーナーの医学典範は西洋に翻訳され、西洋医学の礎となった。
当地に残されたヌーリー病院は、地震で何度も倒壊してはすぐさまに再建され、1407年以降はエジプト出身の歴史家アル＝マクリーズィーが当院の管理業務をしていた。複数回再建されたとは言え、土台および一部門扉は建設当時のままであり、記録上の世界最古の総合病院はバグダットのビマリスタンだが、現存する総合病院としては世界最古の可能性が高い。
この病院に隣接する形で市場が建設され、その市場も寄進された。この市場で儲けた商人は、病院に寄進する事で病院の経営が成立していた。2003年にこの病院と周囲を取材したNHKは、この病院のすぐ傍に建設された「貧者の館」を訪れ喜捨する商人を取材しており、自らの商売で得た利益を喜捨でき人の役にたつ喜びを感じ生きがいを得ている商人を取材し、領収書を子孫に見せるためにやっていると誇り高い表情で語る商人を撮影していた。
20世紀初頭に近代的な医療大学に置き換わるまで使われていた。アラブ科学・医学博物館となっている。

## 名称
現地の看板の表記は6か国語で書かれており第一表記がアラビア語である。
また、「AL BIMARISTAN AN-NOURI」「NOUR AD-DINE ZANQUI」などの表記も見られる。